# Nammu Farra
I Nammu Farra sono una struttura geologica della superficie di Venere.